# Velika nagrada Francije 1906
Velika nagrada Francije 1906 (francosko 9e Grand Prix de l'Automobile Club de France) je bila avtomobilistična dirka, ki je potekala 26. in 27. junija 1906 na zaprtih javnih cestah v okolici Le Mansa. Dirko je organiziral francoski Automobile Club de France (ACF) kot poskus vzpodbude francoske avtomobilske industrije in kot alternativa dirkam Gordon Bennet Cup, ki so omejevale število sodelujočih na državo, ne glede na velikost njene industrije. Francija je imela v začetku 19. stoletja največjo avtomobilsko industrijo na svetu, kar je poskušala z dirko, brez omejevanja nastopajočih na državo, tudi poudariti. ACF je izbral stezo dolgo 103,18 km, sestavljeno predvsem iz makadamskih cest prevlečenih z gudronom, ki naj bi jo dirkači prevozili dvanajstkrat v obeh dneh, kar znese 1238,16 km skupne dolžine dirke. Na dirki, ki je skupaj trajala preko dvanajst ur, je zmagal Ferenc Szisz za moštvo Renault. FIAT-ov dirkač Felice Nazzaro je osvojil drugo mesto, Albert Clément pa je bil tretji s Clément-Bayardom. 
Paul Baras iz moštva Brasier je postavil najhitrejši krog dirke v svojem prvem krogu in držal prvo mesto na dirki do tretjega kroga, ko je vodstvo prevzel Szisz in ga ubranil vse do cilja. Visoke temperature so topile gudron, ki so ga pnevmatike dvigale in metale dirkačem zadaj v obraz. Zaradi tega so imeli mnogi težavo z vidljivostjo, kar je naredilo dirko še toliko nevarnejšo. Predrte pnevmatike so bile pogoste, proizvajalec pnevmatik Michelin je uvedel pnevmatike z odstranljivim platiščem, kar je močno skrajšalo čas menjave pnevmatik. To je pomagalo Nazzaru prehiteti Clémenta na drugi dan dirke, saj je FIAT to novost uporabljal, Clément-Bayard pa ne.
Renaultova zmaga je pripomogla k povečanju prodaje podjetja v letih po dirki. Kljub dejstvu, da je bila dirka druga z nazivom Velika nagrada, pa je postala splošno znana kot prva prava dirka za veliko nagrado. Zaradi uspeha dirke jo je ACF priredil tudi sledeče leto, nemška avtomobilska industrija pa je leta 1907 organizirala dirko Kaiser preis, predhodnico Velike nagrade Nemčije.

## Poročilo

### Pred dirko
Prva dirka za veliko nagrado Francije izvira iz dirk Gordon Bennet Cup, ki jih je prirejal ameriški milijonar James Gordon Bennett mlajši od leta 1900. Z namenom vzpodbujanja avtomobilske industrije so dirke Gordon Bennett Cup do leta 1903 postale ene najprestižnejših v Evropi. Njihova formula dirk na zaprtih cestah med enakovrednimi dirkalniki je nadomestila prvotni model dirk med ne reguliranimi dirkalniki po odprtih javnih cestah med mesti. Na dirkah Gordon Bennett Cup so nastopajoče dirkače imenovale posamezne države, zmagovalna država pa je pridobila pravico za prireditev dirke sledečega leta. Omejitev prijav je bila tri na državo, kar je pomenilo, da zelo razvita francoska avtomobilska industrija na dirkah ni mogla biti celovito zastopana. Pravila so jih izenačevala na primer s Švico, ki je imela le eno avtomobilsko tovarno, Mercedesu pa so dovoljevala celo nastop s šestimi dirkalniki, ker je imela družba tovarne tako v Nemčiji, kot tudi Avstriji. Francoska avtomobilistična zveza (ACF) je pred vsakoletnim tekmovanjem priredila kvalifikacijsko dirko, leta 1904 se je na primer devetindvajset nastopajočih borilo za tri prosta mesta.
Ko je Léon Théry zmagal na dirki Gordon Bennett Cup leta 1904 za Richard-Brasier, je francoska avtomobilska industrija ACF predlagala spremembo formata dirke za leto 1905, ki bi tudi potekala istočasno kot dirka brez omejitev po državah. ACF je sprejel pobudo, toda namesto odprave omejitve po državah so predlog spremenili v omejitev glede na velikost avtomobilske industrije posameznih držav. Po predlogu ACF bi Francija dobila petnajst mest, Nemčija in Velika Britanija po šest, Italija, Švica, Belgija, Avstrija in ZDA pa vse po tri.
Francoski predlog je naletel na ostro nasprotovanje avtomobilističnih zvez ostalih sodelujočih držav na dirkah Gordon Bennett Cup in na posredovanje nemških predstavnikov je bil sklican sestanek za zgladitev spora. Čeprav so delegati zavrnili francoski predlog modela za dirko leta 1905, pa so v izogib nadaljnjim sporom sprejeli predlagani sistem za dirko leta 1906. Toda po ponovni zmagi Théryja in konstruktorja Richard-Brasiera leta 1905 je organizacija tekmovanja vnovič padla na ACF, ki pa se je odločil končati z dirkami Gordon Bennett Cup in v zameno prirediti dirko v povsem lastni organizaciji brez omejitve nastopajočih, Grand Prix de l'Automobile Club de France.

### Steza
Skupna ponudba mestnega sveta Le Mansa in okoliških hotelirjev za finančni prispevek k organizaciji dirke je ACF prepričal k izpeljavi dirke v okolici mesta, kjer si je lokalni Automobile Club de la Sarthe zamislil 103,18 km dolgo stezo. Potekala je mimo kmetijskih površin in skozi gozdove ter je bila, kot je bilo običajno v tistem času, speljana v obliki trikotnika. Začela se je v bližini vasi Montfort, od koder je potekala jugozahodno v smeri Le Mansa. Tekmovalci so v zanki Fourche upočasnili na okoli 50 km/h, ostro zavili in skozi Bouloire po bolj ali manj ravnem odseku steze nadaljevali jugozahodno proti Saint-Calaisu. Mesto so obvozili po montažnem lesenem odseku steze, ki se je nadaljevala severno po naslednji stranici trikotnika. Še en lesen odsek steze skozi gozd po ozki cesti je omogočal, da so se tekmovalci v veliki meri izognili mestu Vibraye, nakar so zavili severno proti predmestju La Ferté-Bernarda. Serija levih ovinkov je tekmovalce popeljala nazaj jugozahodno proti Montfortu na zadnjo stranico trikotnika, ki je bila v večjem delu ravna, le okoli mesta Connerré je bil bolj tehnično zahteven odsek steze s serijo ovinkov. Dirkači so stezo prevozili dvanajstkrat v obeh tekmovalnih dveh, šestkrat vsak dan, v skupni dolžini 1238,16 km.
V izogib varnostnim težavam iz predhodnih dirk, ko so nekateri gledalci preblizu steze utrpeli hujše poškodbe ali celo umrli, je ACF postavil 65 km zaščitnih ograj okoli steze, predvsem v bližini mest in vasi, ter preko ulic, cest in poti, ki so se križale s stezo. Lesena odseka steze za obvoz mest Saint-Calais in Vibraye sta bila nameščena kot alternativa sistemu uporabljenem na dirkah Gordon Bennett Cup, ko so morali dirkači v mestih upočasniti na določeno hitrost in se niso smeli prehitevati. Nad stezo so postavili tudi več mostov za pešce, na štartno-ciljni črti v Montfortu pa glavno tribuno za 2.000 gledalcev. Nasproti tribune je bila ulica boksov, kjer so bila nastanjena moštva in določena mesta za delo na dirkalnikih. Predor pod stezo je povezoval tribuno in bokse. Površina steze je bila v večini sestavljena iz prahu in kamenja različne velikosti, ki bi ga pnevmatike dirkalnikov lahko dvignile v zrak. V izogib oviranja vidljivosti in predrtih pnevmatik je ACF stezo po celotni dolžini prekril z gudronom. Po treningih je bil v ovinkih potreben dodaten nanos gudrona.

### Prijave in dirkalniki
Če zmagamo na dirki, bomo vsemu svetu dokazali, da so francoski avtomobili najboljši. Če izgubimo, bo to le po nesreči, naši nasprotniki pa bi nam morali biti hvaležni, da smo jim v športnem duhu sploh pustili nastopiti, kljub slabemu slovesu njihovih avtomobilov.

The Motor iz Le Petit Parisien.
Deset francoskih tovarniških proizvajalcev avtomobilov je nastopalo na dirki: Clément-Bayard, Hotchkiss, Gobron-Brillié, Darracq, Vulpes, Brasier (naslednik Richard-Brasiera), Panhard, Grégoire, Lorraine-Dietrich in Renault. Iz Italije sta sodelovala FIAT in Itala, ob njih pa le še nemški Mercedes. Z izjemo proizvajalcev Gobron-Brillié in Vulpes, ki sta nastopala s po enim dirkalnikom, in Grégoire, ki je nastopal z dvema dirkalnikoma, so vsi ostali nastopali s po tremi dirkalniki, kar je skupaj pomenilo štiriintrideset sodelujočih dirkalnikov. Ameriški in britanski proizvajalci se dirke niso udeležili. Britanski so sumili, da je dirka namenjena le propagandi francoskih proizvajalcev. Britanska revija The Motor je navajala francoski časopis Le Petit Parisien kot dokaz domnevnega pomanjkanja športnega duha.
ACF je določil maksimalno dovoljeno maso dirkalnika, brez orodja, sedeža, krilc, luči in držala za luči, na 1000 kg, dodatnih 7 kg pa je bilo dovoljenih za magnetnik ali dinamo, ki je bil namenjen vžigu. Pravila so tudi omejevala porabo goriva na 30 L/100 km. Vsa moštva so se odločila za sistem vžiga z magnetnikom in nizko napetostjo, razen moštev Clément-Bayard, Panhard, Hotchkiss, Gobron-Brillié in Renault, ki so uporabljali visoko napetostne sisteme. Mercedes, Brasier, Clément-Bayard, FIAT in Gobron-Brillié so uporabljali verižni pogon za prenos, ostali pa pogonske gredi. Vsi dirkalniki so imeli nameščene štiri-valjne motorje z delovno prostornino med 7.433 cm³ moštva Grégoire do 18.279 cm³ Panharda. Izpušne cevi so bile obrnjene navzgor, da bi omejili dvigovanje prahu za dirkalniki. Moštva so lahko zamenjala dirkače in opremo, toda šele na polovici dirke po koncu prvega dne, ne pa med samim dirkanjem.
Michelin, Dunlop in Continental so bili dobavitelji pnevmatik za potrebe dirke. Na dirki je Michelin predstavil pomembno tehnično inovacijo, jante amovible, pnevmatike z odstranljivim platiščem, kar je močno skrajšalo menjavo pnevmatike v primeru predrtja. V nasprotju s pravili na dirkah Gordon Bennett Cup, sta tu lahko le dirkač in mehanik sovoznik delala na dirkalniku med samo dirko, zato je Michelinova novost prihranila dirkaču precej časa. Konvencionalna metoda menjave pnevmatike je namreč pomenila rezanje prejšnje pnevmatike z nožem in porivanje nove pnevmatike na platišče, kar je trajalo približno petnajst minut, menjava Michelinove pnevmatike pa manj kot štiri minute. FIAT je na svoje dirkalnike namestil Michelinoveve gume na vsa štiri kolesa, Renaults in Clément-Bayards pa le na zadnji kolesi svojih dirkalnikov. Ker je vsako platišče prineslo k masi dirkalnika dodatnih 9 kg, si nekatera moštva, kot sta bila Itala in Panhard, tega niso mogla privoščiti zaradi prekoračitve največje dovoljene mase dirkalnikov.

### Dirka
Ceste okoli steze so zaprli za promet na dan dirke ob peti uri zjutraj. Žreb je med trinajstimi moštvi določil štartni vrstni red in vsakemu moštvu določil svojo številko. Vsak od največ treh dirkalnikov vsakega moštva je dobil poleg številke še črko A, B ali C. Dirkalnike so na štartni vrsti razvrstili v dve vrsti, tiste z oznako A v eno vrsto, druge z oznako B pa v drugo. Dirkalniki z oznako C so štartali zadnji, oblikovali so enojno vrsto ob strani steze, da bi jih lahko prehiteli dirkači, ki bodo že odpeljali prvi krog. Dirkači so štartali v 90-sekundnem intervalu, z začetkom ob šesti uri zjutraj. Fernand Gabriel, Lorraine-Dietrich, bi s številko 1A moral štartati prvi, toda ob štartu mu je ugasnil motor, ki mu ga ni uspelo ponovno zagnati preden se je naslednji dirkač Vincenzo Lancia, FIAT, že odpeljal. Renaultov prvi dirkač, Madžar Ferenc Szisz, je štartal kot tretji, za njim Victor Hémery iz Darracqa, Paul Baras iz Brasiera, Camille Jenatzy iz Mercedesa, Louis Rigolly iz Gobron-Brilliéja in Alessandro Cagno iz Itale. Philippe Tavenaux iz Grégoireja, ki bi moral biti naslednji, ni mogel štartati, edini preostali dirkač, ki dirke ni začel, pa je bil edini Vulpesov dirkalnik Mariusa Barriauxa, ki se je umaknil z dirke, ker je bil njegov dirkalnik prekoračil največjo dovoljeno maso. Zadnji izmed dvaintridesetih dirkačev, ki so štartali, »de la Touloubre« je s Clément-Bayardom in številko 13C štartal ob 6:49:30 zjutraj.
Italin dirkač Maurice Fabry je dirko začel najhitreje, prvi kilometer je prevozil v času 43,4 s, po prvem odpeljanem krogu pa je bil najhitrejši Jules Barillier z Brasierjem. Njegov čas prvega kroga 52:25,4 ga je glede na položaj na stezi pomaknil na tretje mesto, skupno na dirki pa v vodstvo. Zaradi mehanske okvare je Fernand Gabriel izgubil nadzor nad svojim dirkalnikom v Saint-Calaisu, ki mu ga je sicer uspelo obvladati, preden bi prišlo do hujšega trčenja, vendar je vseeno moral odstopiti. Baras je tudi po drugem krogu zadržal vodstvo, toda v tretjem krogu ga je Szisz na stezi prehitel in tudi prevzel vodstvo. V najbolj vročem delu dneva je temperatura zraka dosegla 49 °C, zaradi česar se je začel topiti gudron. To je dirkačem predstavljalo večje težave od prahu, saj so ga dirkalniki dvigali v zrak in metali v obraz dirkačem in mehanikom zadaj, občasno kljub dirkaškim očalom tudi v oči. Renaultovega dirkača J. Edmonda je to še posebej prizadelo, saj mu je zaradi zlomljenih dirkaških očal v oči priletelo toliko delcev gudrona, da je bil praktično slep, njegovi poskusi menjave očal v boksih so komisarji dirke zavrnili, saj po pravilih ni bilo dovoljeno menjavati opremo v času dirke. Prav tako ga ni smel zamenjati drug dirkač, zato je po nadaljnjih dveh krogih odstopil.
Aldo Weilschott, FIAT, je iz štirinajstega mesta v tretjem krogu napredoval do tretjega mesta v petem krogu, ko pa se je njegov dirkalnik prevrnil na lesenem odseku proge pri Vibrayeju. Szisz je zadržal vodstvo, ki ga je bil prevzel v tretjem krogu, do konca prvega dne, ko je tik pred poldnevom končal prvo polovico dirke s časom 5:45:30,4, 26 minut pred drugouvrščenim Albertom Clémentom s Clément-Bayardom. Kljub počasnem začetku dirke je dirkač FIAT-a Felice Nazzaro napredoval do tretjega mesta, 15 minut za Clémentom. Sedemnajst dirkačev je končalo prvi dan dirke, kot zadnji Henri Rougier s časom 8:15:55,0, dve in pol uri za Sziszom. Vse dirkalnike so do naslednjega jutra postavili v parc fermé, osvetljen del, ki so ga nadzorovali komisarji ACF.
Čas prvega dne vsakega dirkača je določal njegov čas štarta drugega dela dirke; Sziszov čas 5:45:30,4 je tako pomenil, da je dirko začel ob 5:45 zjutraj. Po enakem sistemu je Clément štartal ob 6:11, Nazzaro pa ob 6:26. Ta sistem je omogočal, da so razlike med dirkači na stezi odražale resnično stanje na dirki skupno. Konj, ki je bil treniran za glasen zvok ob zaganjanju motorja, je povlekel dirkalnike z dirkači iz parc ferméja do štartne črte. Ker dirkači in mehaniki niso mogli delati na dirkalnikih vse do štartnega signala, sta Szisz in Clément takoj po štartu zapeljala v bokse na menjavo pnevmatik in servisiranje dirkalnika. Clément je postanek opravil hitreje od Szisza, Nazzaro pa se ni odločil za postanek. Tako se je Clément približal Sziszu, Nazzaro pa Clémentu. Jenatzy in Lancia, ki sta imela oba prvi dan težave z očmi, sta se odločila odstopiti in dirkalnika prepustiti rezervnima dirkačema. Tako je »Burton« prevzel dirkalnik Jenatzyja, Lancia pa je bil primoran nadaljevati v običajnih oblačilih, ker se rezervni dirkač ni pojavil do njegovega štarta.
Hotchkissov dirkač Elliott Shepard, ki je bil po prvem dnevu četrti, manj kot štiri minute za Nazzarom, je porabil pol ure za delo na dirkalniku v boksih, opravil pa je menjavo pnevmatik in tekočin. V osmem krogu je na lesenem odseku proge pri Saint-Calaisu zapeljal s steze, toda uspel je nadaljevati, kasneje v istem krogu pa se je zaradi okvare kolesa zaletel v kup zemlje in moral odstopiti. Panhardov dirkač Georges Teste je zletel s steze kmalu po štartu in odstopil, kot tudi edini dirkač Gobron-Brilliéja, Louis Rigolly, ki je moral v sedmem krogu odstopiti zaradi okvare hladilnika. Po dveh odpeljanih krogih drugega dne je drugouvrščeni Clément naredil razliko 23-ih minut pred Nazzarom, toda krog kasneje je padla le na tri minute. Nazzaro je v desetem krogu že prehitel Clémenta, toda zaradi postanka v boksih za dolivanje goriva sta dirkača ponovno zamenjala mesti. Nazzaro ga je kmalu zatem ponovno prehitel in ob vstopu v zadnji krog dirke držal manj kot minuto prednosti pred Clémentom.
Na Sziszovem Renaultu je v zadnjem krogu dirke prišlo do okvare zadnjega vzmetenja, toda prednost več kot pol ure mu je zadoščala za previdno vožnjo do cilja v vodstvu. Zamaha s črno zastavo za zmagovalca dirke je bil deležem po skupnem času 12:12:07,0 ob prečkanju ciljne črte. Szisz je tudi dosegel najvišjo hitrost na ravnini, 154 km/h. Dirko je končal 43 minut pred Nazzarom, ki je dirko končal kot drugi še tri minute pred Clémentom. Jules Barillier je osvojil četrto mesto, peti je bil Lancia, šesti pa Panhardov dirkač George Heath. Baras, ki je v prvem krogu postavil najhitrejši krog dirke, je zasedel sedmo mesto, osmo Arthur Duray z Lorraine-Dietrichom, deveto »Pierry« z Brasierom, deseti pa je bil »Burton«. Zadnji uvrščeni dirkač je bil »Mariaux«, ki je bil z Mercedesom enajsti, z zaostankov več kot štirih ur za zmagovalcem. Rougier, ki je postavil najhitrejši krog drugega dne s časom 53:16,4, je odstopil v desetem krogu po seriji predrtih pnevmatik. Med ostalimi odstopi so imeli Hémery, René Hanriot in Louis Wagner iz moštva Darracq vsi težave z motorjem, hladilniki na dirkalnikih Rigollyja, Xavierja Civellija de Boscha in Cagnoja so odpovedali, Pierre de Caters, Hubert le Blon, A. Villemain in Vincenzo Florio so odstopili zaradi okvar koles, Gabriel, »de la Touloubre« in Henri Tart zaradi ostalih mehanskih okvar, Fabry, Weilschott, Teste, Richez in Jacques Salleron pa zaradi trčenj. Edmond, Renault, je bil edini dirkač, ki je odstopil zaradi poškodbe dirkača.

### Po dirki
Najboljše tri dirkače so pospremili do glavnih tribun, kjer so prejeli pokale. V intervjuju po dirki je Szisz govoril o skrbeh v zadnjih krogih dirke: »Bal sem se nečesa malega, kar bi mi lahko odvzelo zmago v trenutku, ko se je ta že zdela gotova.« Prestiž Sziszove zmage je Renaultu pomagal do povečanja prodaje avtomobilov, iz okoli 1600 leta 1906 do 3000 leto za tem in nato 4600 leta 1908. Toda dirka ni v pričakovani meri potrdila dominantnosti francoskih dirkalnikov, saj je italijanski dirkalnik osvojil drugo mesto, le sedem od triindvajsetih francoskih dirkalnikov pa je dirko končalo.
Razmislek o dirki s strani organizatorjev in medijev je bil večinoma v smeri, da je bila dirka slaba zamenjava za Gordon Bennet Cup. Pomisleke so imeli predvsem zaradi predolge dirke in 90-sekundnega štartnega intervala, kar je pomenilo, da je bilo zelo malo direktnega tekmovanja med dirkači, vsak je vozil sam in le na čas. ACF je ugotovil, da je bil pritisk na dirkače in mehanike sovoznike prevelik, zaradi prepovedi dela na dirkalniku s strani ostalih v času dirke. Ostal je tudi občutek, da je bil izid dirke v preveliki meri odvisen od Michelinovih snemljivih platišč. Clément je nastopil z edinim dirkalnikom Clément-Bayarda, brez te inovacije, po analizah po dirki pa je prav to prispevalo k dejstvu, da ga je Nazzaro prehitel drugi dan dirke, ko se je ustavil za menjavo pnevmatik. Kljub temu pa se je ACF odločila na organizacijo dirke tudi v sledečem letu. Medijski odziv dirke je spodbudil tudi Nemce, da so organizirali podobno dirko za promocijo svoje avtomobilske industrije. Predhodnica Velike nagrade Nemčije, dirka Kaiser preis, je bila prvič prirejena leta 1907.
Konferenca iz leta 1904, na kateri so ocenjevali francoski predlog za spremembo formule dirk Gordon Bennett Cup, je vodila k ustanovitvi Association Internationale des Automobile Clubs Reconnus (AIACR; predhodnik Fédération Internationale de l'Automobile), organizacije za nadzor nad mednarodnim motoršportom. Čeprav je že dirka iz leta 1901 zmagovalcem podelila nagrade imenovane Grand Prix de Pau, pa dirka iz leta 1906 velja za prvo pravo mednarodno dirko z nazivom Velika nagrada (Grand Prix). Do prve svetovne vojne je bila to edina dirka z nazivom Velika nagrada (pogosto imenovana le kot »Velika nagrada«), danes pa je splošno znana kot prva dirka za veliko nagrado.

## Rezultati

### Dirka
| 1    | 3A  | Ferenc Szisz             | Renault AK            | 12 | 12:14:07,4         |
| 2    | 2B  | Felice Nazzaro           | FIAT 130 hp           | 12 | + 32:19,4          |
| 3    | 13A | Albert Clément           | Clément-Bayard 100 hp | 12 | + 35:39,2          |
| 4    | 5B  | Jules Barillier          | Brasier 105 hp        | 12 | + 1:38:53,0        |
| 5    | 2A  | Vincenzo Lancia          | FIAT 130 hp           | 12 | + 2:08:04,0        |
| 6    | 10A | George Heath             | Panhard 130           | 12 | + 2:33:38,4        |
| 7    | 5A  | Paul Baras               | Brasier 105 hp        | 12 | +3:01:43,0         |
| 8    | 1C  | Arthur Duray             | Lorraine-Dietrich     | 12 | + 3:11:54,6        |
| 9    | 5C  | »Pierry«                 | Brasier 105 hp        | 12 | + 4:01:00,6        |
| 10   | 6A  | Camille Jenatzy »Burton« | Mercedes 120          | 12 | + 4:04:35,8        |
| 11   | 6B  | »Mariaux«                | Mercedes 120          | 12 | + 4:34:44,4        |
| NC   | 1B  | Henry Rougier            | Lorraine-Dietrich     | 11 | +1 krog            |
| Ods  | 3C  | Claude Richez            | Renault AK            | 8  | Trčenje            |
| Ods  | 12C | Elliot Shepard           | Hotchkiss HH          | 7  | Kolo               |
| Ods  | 7A  | Louis Rigolly            | Gobron-Brillié 110 hp | 7  | Hladilnik          |
| Ods  | 4A  | Victor Hemery            | Darracq 120 hp        | 7  | Motor              |
| Ods  | 10C | Georges Teste            | Panhard 130           | 7  | Motor              |
| Ods  | 2C  | Aldo Weilschott          | FIAT 130 hp           | 5  | Trčenje            |
| Ods  | 6C  | Vincenzo Florio          | Mercedes 120          | 5  | Kolo               |
| Ods  | 3B  | J. Edmond                | Renault AK            | 5  | Poškodba dirkača   |
| Ods  | 13B | A. Villemain             | Clément-Bayard 100 hp | 5  | Kolo               |
| Ods  | 10B | Henri Tart               | Panhard 130           | 4  |                    |
| Ods  | 12C | Hubert le Blon           | Hotchkiss HH          | 4  | Kolo               |
| Ods  | 13C | »De la Touloubre«        | Clément-Bayard 100 hp | 3  | Menjalnik          |
| Ods  | 12B | Jacques Salleron         | Hotchkiss HH          | 2  | Trčenje            |
| Ods  | 4B  | Louis Wagner             | Darracq 120 hp        | 2  | Motor              |
| Ods  | 8A  | Alessandro Cagno         | Itala 120 hp          | 2  | Hladilnik          |
| Ods  | 8C  | Pierre de Caters         | Itala 120 hp          | 1  | Kolo               |
| Ods  | 1A  | Fernand Gabriel          | Lorraine-Dietrich     | 0  | Pog. gred          |
| Ods  | 8B  | Maurice Fabry            | Itala 120 hp          | 0  | Trčenje            |
| Ods  | 9B  | Xavier Civelli De Bosch  | Gregoire 70 hp        | 0  | Hladilnik          |
| Ods  | 4C  | Rene Hanriot             | Darracq 120 hp        | 0  | Motor              |
| DNS  | 9A  | Philippe Tavenaux        | Grégoire              |    | Ni štartal         |
| DNS  | 11A | Marius Barriaux          | Vulpes                |    | Pretežek dirkalnik |
| Vir: |     |                          |                       |    |                    |